# Karl Theodor Seydel

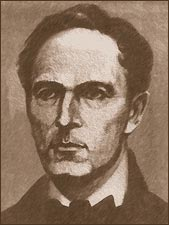
Karl Theodor Seydel

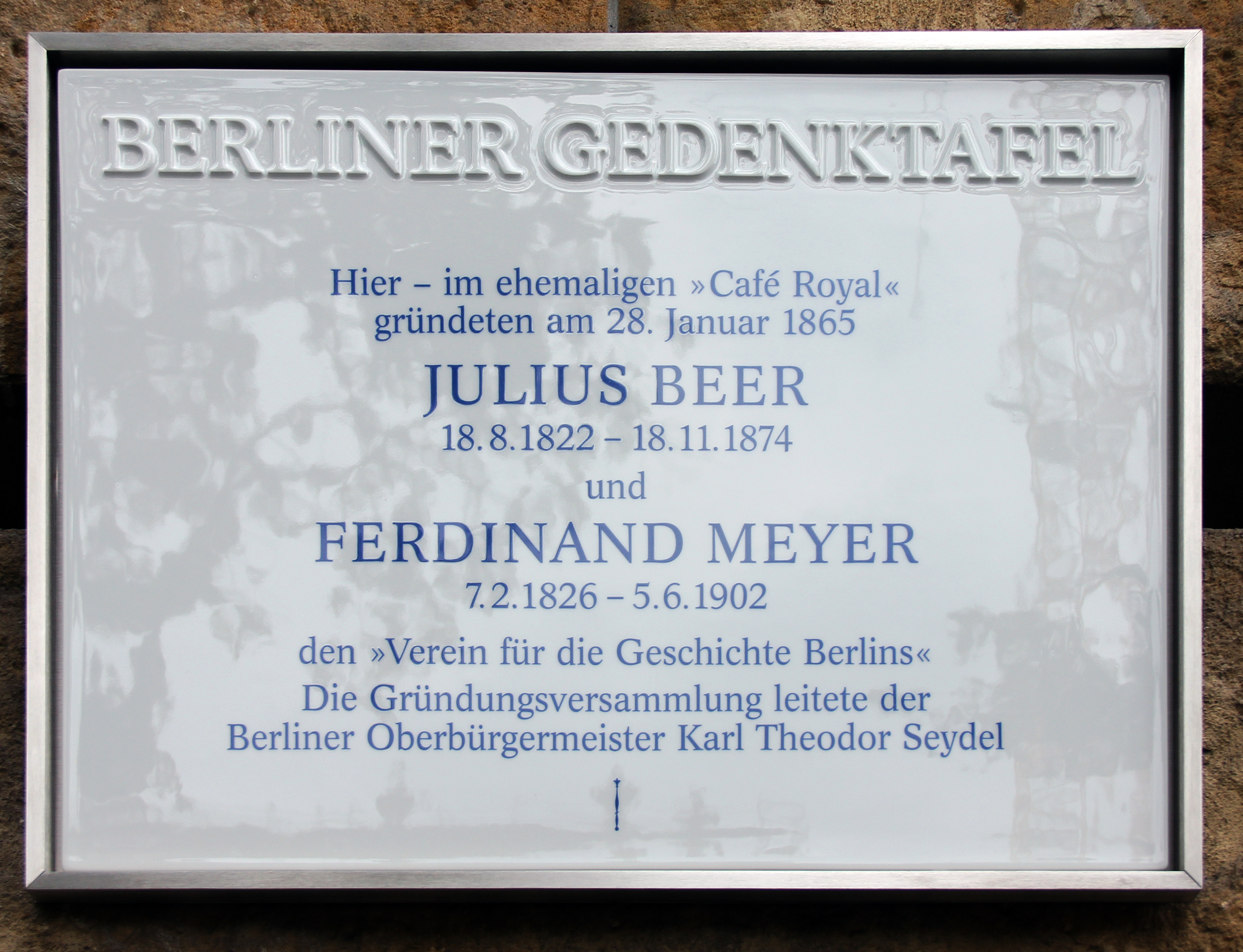
Berliner Gedenktafel am Haus, Unter den Linden 13, in Berlin-Mitte

Karl Theodor Seydel (* 14. Juli 1812 in Minden; † 9. Januar 1873 in Berlin) war ein preußischer Beamter und von 1863 bis 1872 Oberbürgermeister von Berlin.

## Leben und Wirken

### Karriere im Staatsdienst
Er war Sohn eines Gutsbesitzers. Nach dem Schulbesuch in Köln studierte er Staatswissenschaften in Königsberg. Anschließend kehrte er nach Minden zurück, wo er auch seinen Militärdienst bei der Landwehr ableistete. Danach trat er 1833 dort als Regierungsreferendar in den preußischen Verwaltungsdienst (Regierungsbezirk Minden) ein. Nebenher betrieb er philosophische und philologische Studien.
Im Jahr 1839 wurde er Regierungsassessor. Ab 1841 war er Hilfsarbeiter im preußischen Finanzministerium. Nachdem er in einer oppositionellen Zeitung etwas veröffentlicht hatte, wurde er nach einem Disziplinarverfahren nach Oppeln strafversetzt. Kurze Zeit später kehrte er nach Berlin zurück. Im Jahr 1844 wurde Seydel Kommissar für die Oberschlesische Eisenbahn. Ein Jahr später wurde er zum Regierungsrat im preußischen Finanzministerium und bei der Seehandlung ernannt.
Es folgte ein kontinuierlicher Aufstieg im Ministerium. Seydel wurde 1847 geheimer Finanzrat, 1850 vortragender Rat und 1854 Geheimer Oberfinanzrat. Als solcher war er zuständig für Geld- und Kreditangelegenheiten sowie das Münzwesen. Im Jahr 1859 wurde er Regierungspräsident der erst wenige Jahre zuvor an Preußen gekommenen Hohenzollernschen Lande mit Sitz in Sigmaringen.

### Oberbürgermeister in Berlin
Nach dem Rücktritt des Berliner Oberbürgermeisters Heinrich Wilhelm Krausnick wurde er von den Stadtverordneten als Nachfolger vorgeschlagen. Nach einigen Verhandlungen, unter anderem über sein Gehalt, sagte Seydel zu. Mit 72 von 91 Stimmen wurde er am 15. Mai 1862 gewählt, jedoch erst am 12. Januar 1863 offiziell in sein Amt eingeführt.
Der Beginn seiner Amtszeit wurde überschattet durch den preußischen Verfassungskonflikt. Dieser führte auch in der Stadtverordnetenversammlung zu parteipolitischen Gegensätzen. Seydel selbst galt als konservativ, hatte aber kein Interesse an parteipolitischen Auseinandersetzungen. Gleichwohl führten seine Ideen und Initiativen zu Konflikten insbesondere mit den liberalen Stadtverordneten. Darunter litt auch sein Privatleben. So war das Verhältnis zu seinem Schwager Rudolf Virchow zeitweise gestört. Nach dem Ende des Verfassungskonflikts 1866 ließen die parteipolitischen Gegensätze auch in der Berliner Kommunalpolitik nach.
Zu den nachhaltigen Leistungen Seydels gehört die Vorbereitung zum Bau eines modernen Kanalisationssystems. Beauftragt damit wurde James Hobrecht. Allerdings wurde der Bau selber erst 1873 in Angriff genommen. Im Bereich des Verkehrswesens wurden zur Zeit Seydels die alten hölzernen Hebebrücken über die Spree durch moderne Steinbrücken ersetzt, die den Schiffs- und Straßenverkehr nicht mehr behinderten. An Stelle der ab 1865 abgebrochenen Berliner Stadtmauer wurden neue Straßenzüge erbaut. Seydel setzte im Personennahverkehr eine erste Pferdebahnlinie durch. Auch der Verbesserung des Gesundheitswesens widmete er seine Aufmerksamkeit. So setzte er den Beschluss zum Bau des ersten großen kommunalen Krankenhauses am Friedrichshain durch. Besonders hat er das Bildungswesen gefördert. So wurden Volks- und Realschulen sowie Schulen für höhere Töchter eingerichtet. Im Jahr 1864 wurde auch eine erste Turnhalle erbaut. Neben dem Tiergarten wurden der Treptower Park und der Volkspark Humboldthain zur Erholung der Bevölkerung angelegt. In die Zeit Seydels fällt auch die Fertigstellung des Roten Rathauses.
Seine Tätigkeit wurde durch schwere gesundheitliche Probleme beeinträchtigt, so dass er 1872 sein Amt aufgab.
Karl Theodor Seydel starb im Januar 1873, nur wenige Monate nach seinem Ausscheiden aus dem Amt des Oberbürgermeisters, im Alter von 60 Jahren in Berlin. Er wurde auf dem St.-Matthäus-Kirchhof in Schöneberg beigesetzt. Das Grab ist nicht erhalten geblieben.
In Berlin-Mitte wurde 1874 die Seydelstraße nach ihm benannt.